# Mühldorf–Burghausen-vasútvonal
A Mühldorf–Burghausen-vasútvonal egy normál nyomtávú, 30,4 km hosszú, nem villamosított vasútvonal Mühldorf am Inn és Burghausen között Németországban. Burghausen a vonal vége, itt egy fejállomásban végződik a vonal.

## Forgalom
A vasútvonalon egész nap a DB 628 sorozatú dízelmotorvonatok közlekednek, a menetidő 35-39 perc. A vonal villamosítása tervben van a Mühldorf–Freilassing-vasútvonallal együtt